# 대한민국 팔도 명물 인증쇼, 나야나
《대한민국 팔도 명물 인증쇼, 나야나》는 대한민국의 MBN에 방송된 예능 텔레비전 프로그램이다.

## 기획 의도
끼와 흥으로 무장한 팔도 명물들을 인증하는 쇼 프로그램이다.

## 방송 일정
| 방송 채널 | 방송 기간                          | 방송 시간                      | 비고 |
| --------- | ---------------------------------- | ------------------------------ | ---- |
| MBN       | 2020년 10월 9일 ~ 2020년 12월 25일 | 매주 금요일 밤 9시 50분 ~ 11시 |      |

## 출연진
- 붐 - 진행자
- 박성훈 - 인증단
- 태진아 - 인증단
- 박준금 - 인증단
- 손헌수 - 인증단
- 정주리 - 인증단
- 남창희 - 인증단
- 나태주 - 인증단
- 이미리 - 인증단

## 방식
- 연예인 인증단의 엄지 척 모두 성공하면 재능지원금 100만원 지급하게 된다.